# NGC 3420
NGC 3420 је спирална галаксија у сазвежђу Хидра која се налази на NGC листи објеката дубоког неба.
Деклинација објекта је - 17° 14' 35" а ректасцензија 10h 50m 9,6s. Привидна величина (магнитуда) објекта NGC 3420 износи 13,8 а фотографска магнитуда 14,7. NGC 3420 је још познат и под ознакама MCG -3-28-11, NPM1G -16.0322, PGC 32453.